# Festa della traslazione delle reliquie di San Biagio
La festa della traslazione delle reliquie di San Biagio si svolge a Maratea dal sabato precedente alla prima domenica fino alla seconda domenica del mese di maggio di ogni anno. Commemora l'anniversario della traslazione delle reliquie di Biagio di Sebaste nella cittadina lucana e non il martirio del santo, che si commemora il 3 febbraio anche a Maratea.
Il protocollo della festa moderna fu formulato nel 1695 ed è stato conservato fino ad oggi con alcune modifiche successive. 
Negli otto giorni di celebrazioni il simulacro del santo, conservato nella basilica di Maratea, viene portato in processione per quattro volte: la prima, detta «San Biagio va per la terra», si svolge nella città vecchia, detta Castello; la terza, «San Biagio per le vie della città», si volge nell'attuale centro storico; mentre la seconda e la quarta consistono nel trasporto della statua del santo, dal 1781 in forma privata e non solenne, da un nucleo all'altro di Maratea, lungo un sentiero che si snoda sulle pendici del monte San Biagio.

## La traslazione delle reliquie del santo

### La tradizione locale
Il vescovo Biagio di Sebaste fu martirizzato il 3 febbraio 316 nella propria città natale, all'epoca in Armenia, oggi chiamata Sivas e posta nei confini della Turchia. Immediatamente dopo il martirio, il corpo del santo fu trafugato dai fedeli locali e sepolto, nottetempo, nei pressi delle mura della città. Ottenuta poi, anche nell'Impero Romano d'Oriente, la libertà di culto, i cristiani sebasteni trasportarono i resti mortali in un nuovo sito, dove sorse anche una chiesa dedicata al santo.
Successivamente, ma in epoca imprecisata, il corpo di San Biagio fu nuovamente riesumato e diviso - secondo prassi piuttosto diffusa con le sacre reliquie - per essere trasportato in diversi luoghi dell'Europa occidentale. La testa del santo, ad esempio, è tradizione sia così giunta a Ragusa, in Croazia.
I resti del torace, invece, secondo una tradizione circolante in Maratea almeno dagli ultimi anni del XVII secolo, sarebbero arrivati nella cittadina lucana via mare, su di una nave che doveva trasportarli a Roma.
(D'Alitti, pagg. 56-57.)
Più tardi, sempre nel XVIII secolo, l'evento leggendario venne più precisamente collocato nelle vicinanze dell'isola di Santo Janni e costa prospiciente.

### Il problema della data

La statua sul poggio di Capo Casale nella festa del 1932.

Le più vecchie versioni della leggenda locale non associano l'evento a una particolare data. Lungo il XIX secolo si cominciò ad associare la ricorrenza di maggio al periodo in cui poté avvenire la traslazione, anche se gli agiografi marateoti non esclusero si potesse trattare semplicemente di una preferenza, per la data della festa, dovuta alla bontà climatica del mese.
Identica situazione per l'epoca. Nelle prime versioni si parla genericamente del VII secolo o VIII secolo. Poi, il sacerdote napoletano Carmine Iannini (1774-1835), rettore del santuario di Maratea, produsse un manoscritto in cui, con una lunga e articolata disamina storica, ipotizzò che la traslazione potesse essere avvenuta nel 732, anno in cui la storiografia sacra della sua epoca associava l'acquisizione di varie reliquie lungo il Regno di Napoli. Questa tesi ebbe tale successo in Maratea da diventare tradizionale, tanto che nel 1932 e nel 1982 furono festeggiati il milleduecentesimo e milleduecentocinquatesimo anniversario della traslazione.

### Le prove materiali
Il più antico tentativo di verificare se la cassa ospitata nel santuario di Maratea conservasse realmente le reliquie del santo di Sebaste risale alla fine del XVI secolo. La prova fallì perché il vescovo della diocesi di Cassano, che provò ad aprire il reliquiario con un martello, andando a compiere l'operazione in maniera molto imprudente, rischiò di cavarsi un occhio con una scheggia di marmo.
Il 3 maggio 1941, decisa la ricognizione ufficiale da parte di Domenico Damiano (1891-1969), parroco del santuario, e da Federico Pezzullo, vescovo di Policastro Bussentino, alla cui diocesi Maratea era passata nel 1898, si aprì finalmente la cassa delle reliquie. In questa occasione si accertò che l'urna conserva le ossa del torace, un frammento del cranio, un femore e un osso del braccio.
Le reliquie nella cassa rimasero esposte, attraverso una lastra di cristallo, dal 4 settembre 1941 al 16 novembre 1951, giorno in cui si decise di apporre nuovamente il coperchio di marmo per timore che la luce potesse danneggiarle.

## Storia della festa

### La festa antica

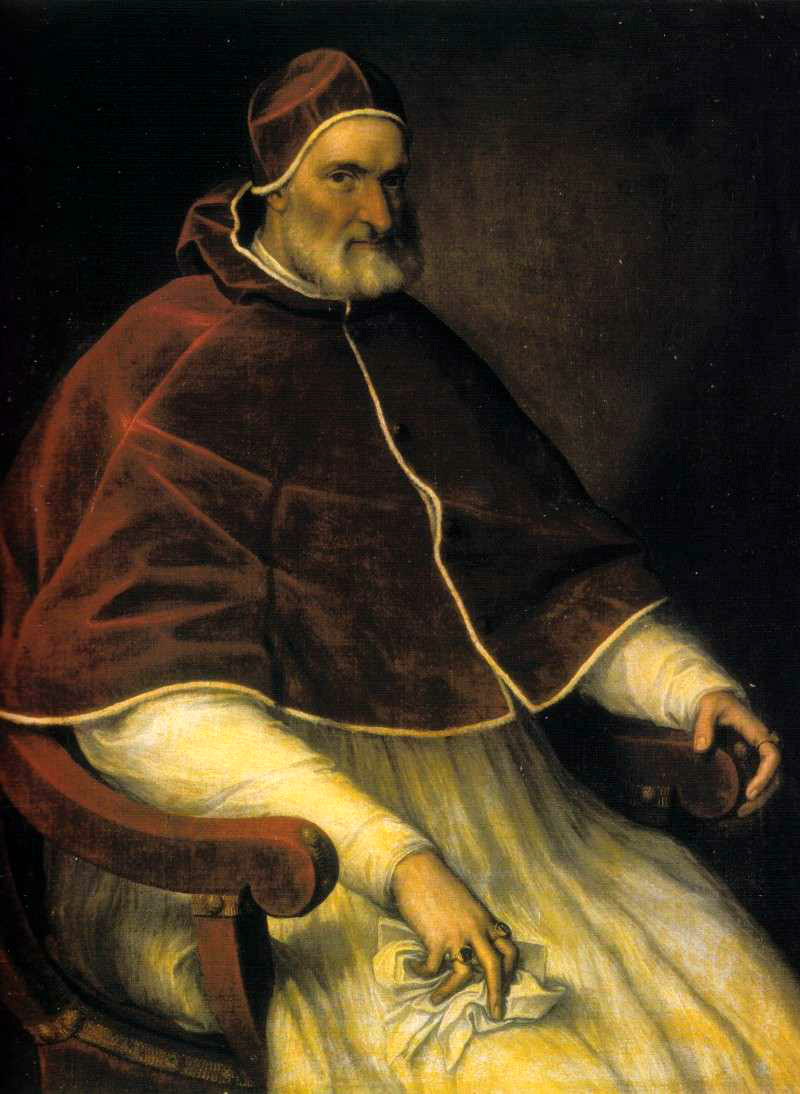
Papa Pio IV nel 1562 concesse l'indulgenza plenaria ai pellegrini che andavano a Maratea per la festa.

Il culto del santo armeno a Maratea è testimoniato sin dal tardo medioevo: nel 1489, durante una visita nelle province del regno, il duca di Calabria e futuro sovrano Alfonso II di Napoli fu condotto a Maratea in adorazione delle reliquie del santo, conservate nel piccolo santuario al Castello. La venerazione delle reliquie a Maratea venne citata anche dal vescovo di Cassano allo Ionio, alla cui diocesi apparteneva Maratea, in una platea del 1510.
Già in quest'epoca esisteva una festa in onore del santo durante la prima domenica di maggio e nel sabato precedente. L'origine di questa celebrazione non è nota. È però piuttosto probabile che ad essa fosse già collegata una fiera e che la forma di celebrativa predominante fosse il pellegrinaggio collettivo verso il santuario.
Nel 1562 il culto del santo era cresciuto al punto da attirare l'attenzione di papa Pio IV, che concesse l'indulgenza plenaria a coloro che si recavano in adorazione del santo a Maratea. Nella bolla firmata dal pontefice apparve anche un riferimento al fenomeno della Santa Manna. Per via di questa disposizione, l'antica celebrazione di maggio divenne popolarmente nota con il nome di festa plenaria. Ulteriori indulgenze furono concesse, nel 1610, da Paolo V.
Intorno al 1618 la cappella nel santuario dedicata alla custodia delle reliquie fu abbellita con decorazioni baroccheggianti. Il sacello, poi, fu posto sotto tutela della curia dal re Filippo IV d’Asburgo con disposizione del 23 dicembre 1629. Da allora, è detto popolarmente Regia Cappella.

### La processione del cero
Il 21 maggio 1676 la popolazione di Maratea fu assalita da una banda di centosessanta briganti. Dopo diverse ore di battaglia nelle vie della cittadina, i malfattori furono sopraffatti senza particolare perdite materiali e umane, eccezion fatta per l'assassinio di un patrizio locale, il signor Diego Mari, e il rapimento di quattro cittadini. Successivamente, questi ultimi ritornarono in paese, incolumi, attribuendo la loro salvezza a una apparizione del santo patrono:
(Iannini, pag. 220.)
I fedeli del paese, quindi, stabilirono di commemorare l'anniversario dell'evento con la processione di un cero, da tenersi, appunto, il 21 maggio di ogni anno, in segno di ringraziamento e devozione a San Biagio. Esistono tracce documentali della sopravvivenza di questa celebrazione fino agli ultimi decenni del XVII secolo, in seguito, anche a causa del successo della nuova festa, la tradizione si esaurì.

### La festa moderna
Qualche mese dopo il catastrofico terremoto dell'8 settembre 1694, che mieté migliaia di vittime nelle vicine province ma lasciò Maratea sostanzialmente illesa, i fedeli e il clero della cittadina lucana concepirono l'idea di una nuova e più grande celebrazione in onore del santo patrono. Il sisma seicentesco fu visto come l'ultimo dei traumatici eventi che avevano turbato il Regno di Napoli in quello e nei secoli precedenti e da cui Maratea era stata miracolosamente preservata. 
(Sprono, pagg. 13-17; traduzione in Damiano 1928, pagg. 56-59.)

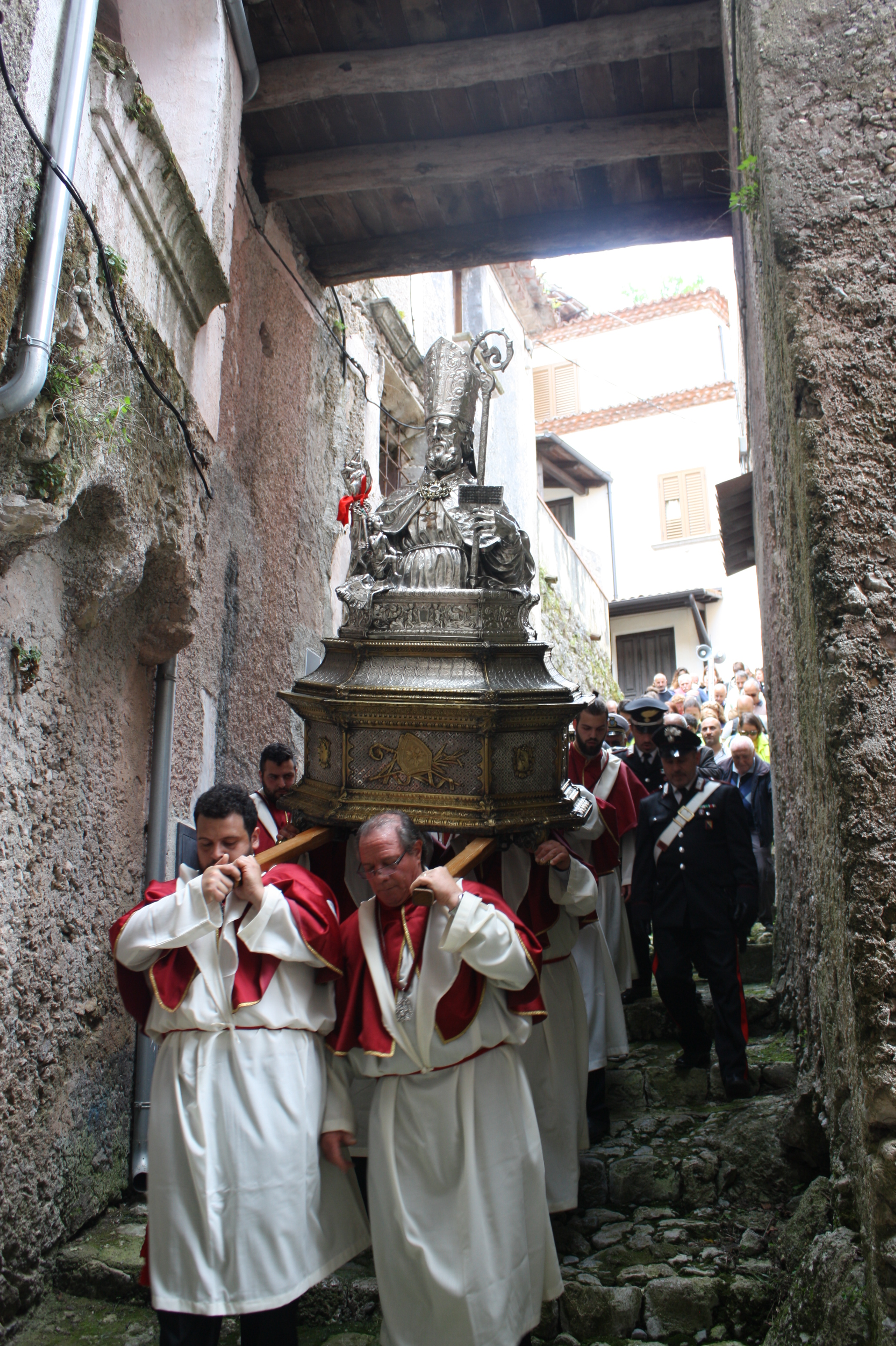
Discesa della statua verso la chiesa madre nella festa del 2016.

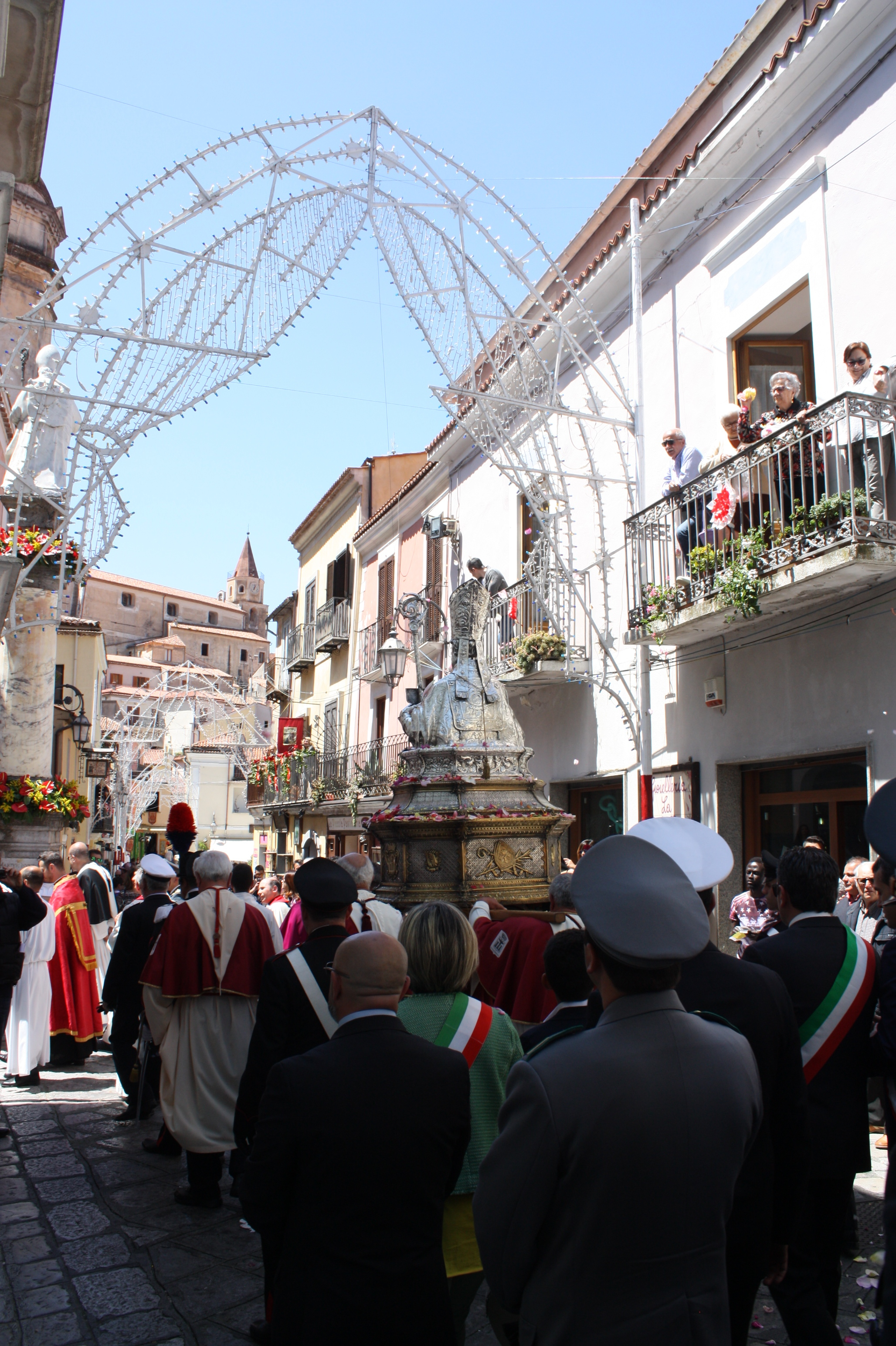
La processione per le vie delle città nella festa del 2016.

Riconoscendo nella intercessione celeste del santo Biagio la ragione di queste grazie, il pubblico parlamento di Maratea inferiore (cioè l'organo deliberativo di una delle due municipalità della cittadina) convocato dal sindaco Federico Riccio il 10 aprile 1695, stabilì di modificare la dinamica della festa, ampliandola con un nuovo momento:
(Sprono, pag. 20; traduzione in Damiano 1928, pagg. 61-62.)

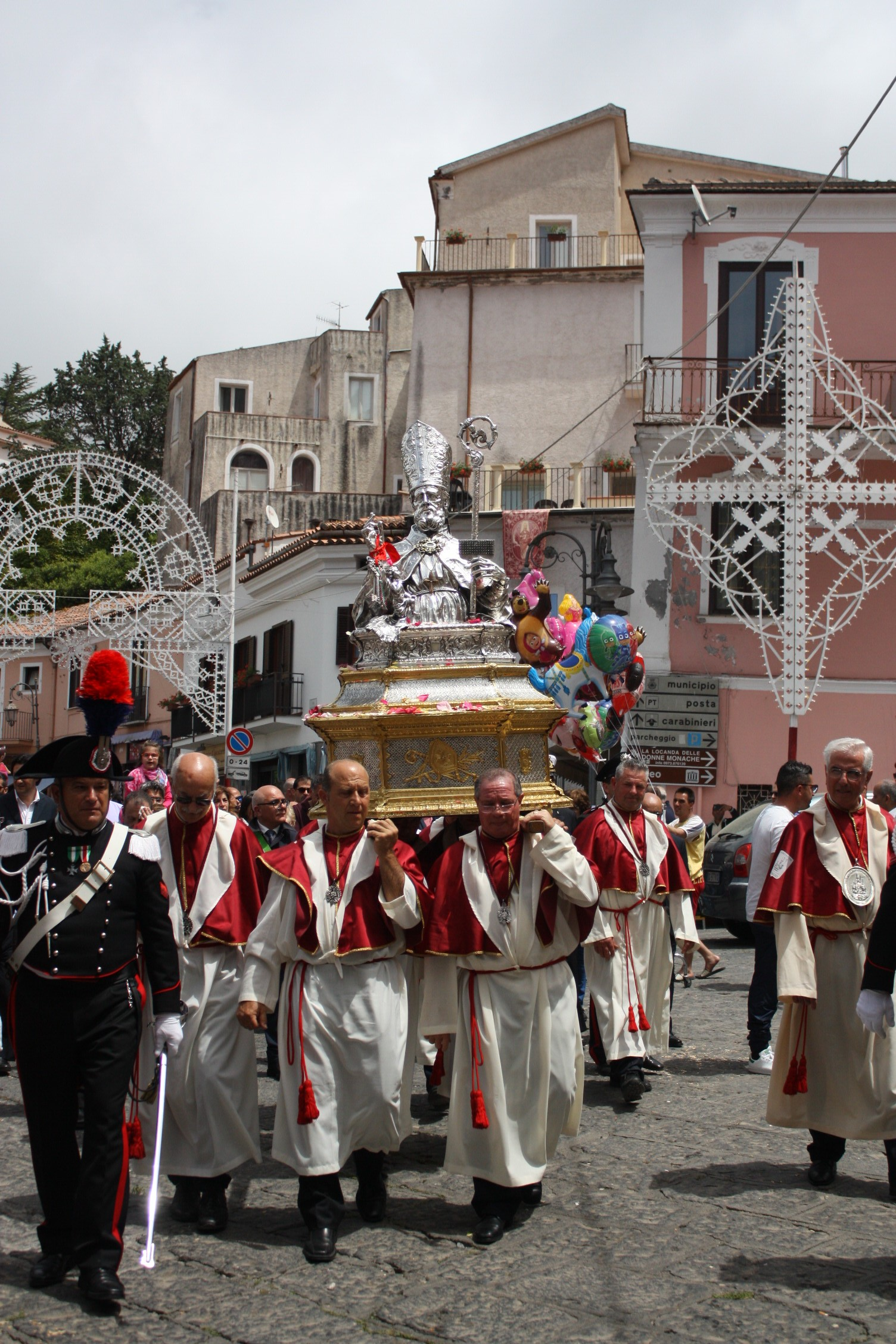
La processione solenne in paese nella festa del 2017.

Fu inviata formale richiesta all'autorità diocesana, in cui gli amministratori spiegavano, più dettagliatamente, che
(Damiano 1928, pagg. 62-63.)
 Il benestare del vescovo di Cassano allo Ionio arrivò dopo pochi giorni.
L'atto deliberativo, insieme al carteggio con l'autorità diocesana, fu registrato il successivo 3 maggio in un lungo rogito a cura del notaio Giovan Pietro Lombardi (1659-1737), scritto, secondo la consuetudine del tempo, parte in latino e parte in italiano. L'atto originale è perduto, ma il contenuto si è perpetrato integralmente anche perché, nel 1779, un fedele di Maratea lo diede alle stampe in forma di opuscolo.
È possibile leggere due sottotesti socio-simbolici in questa riformulazione della festa. Il primo, più ovvio, è la sostanziale trasformazione della ricorrenza da pellegrinaggio penitenziale a processione celebrativa. Il secondo, più sottile, è l'interpretazione per cui la discesa dell'immagine del santo nella Maratea inferiore, dove si era ormai stabilita pressoché tutta la nobiltà della cittadina, fosse una ostentazione del patriziato locale, che, seppure per pochi giorni, portava a sé il simulacro del santo.

### La formazione della statua
Non è nota l'epoca in cui venne scolpito il primo simulacro del santo patrono. È noto che in principio fosse di legno, disegnato con «la testa e le mani, a color di carne: il busto a mettà: vestito di Camice color bianco, e piviale color rosso; e la mitra in testa di varj colori»; successivamente, la testa e le mani vennero cesellate in argento e la mitria in oro.

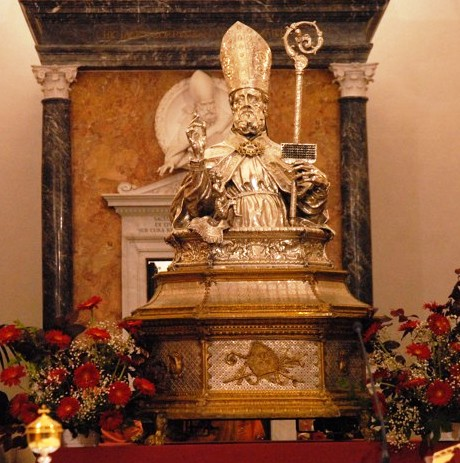
La statua e la cappella nel santuario.

Nel 1699 il domenicano Luigi Pascale di Napoli, giunto a Maratea come predicatore quaresimale, lanciò l'idea di abbellire la statua cesellando almeno la testa in argento. L'opera fu commissionata all'artista Giacom'Antonio Parascandolo di Napoli e consegnata nei primi mesi del 1700.
Poi, nel 1706, il simulacro raggiunse l'aspetto definitivo, venendo cesellato interamente in argento dall'artista napoletano Domenico De Blasio.
Cento anni dopo, visse diverse peripezie. Nel 1806, per gli eventi connessi con l'assedio francese di Maratea, il simulacro fu requisito dai fedeli borbonici del paese e portato, per evitare fosse trafugato dai soldati napoleonici - notoriamente avidi di opere d'arte italiane -, sull'isola di Santo Janni prima e sull'isola di Dino poi. Ma la notte del 27 ottobre una tempesta affondò la nave che lo custodiva e finì per cadere in mare. La statua fu ripescata da un ragazzo di Maratea, mancante di alcuni pezzi, sul momento sostituiti con toppe di rame e, nel 1813, ripristinati in argento.
La notte del 28 ottobre 1976 la statua fu sottratta definitivamente al santuario da ignoti ladri. Con una sottoscrizione che arrivò a coprire pressoché l'intera popolazione di Maratea, un nuovo simulacro, esatta copia di quello settecentesco, venne cessellato, sempre in argento, dall'artista veneziano Romano Vio nel 1979.

### Il panno rosso

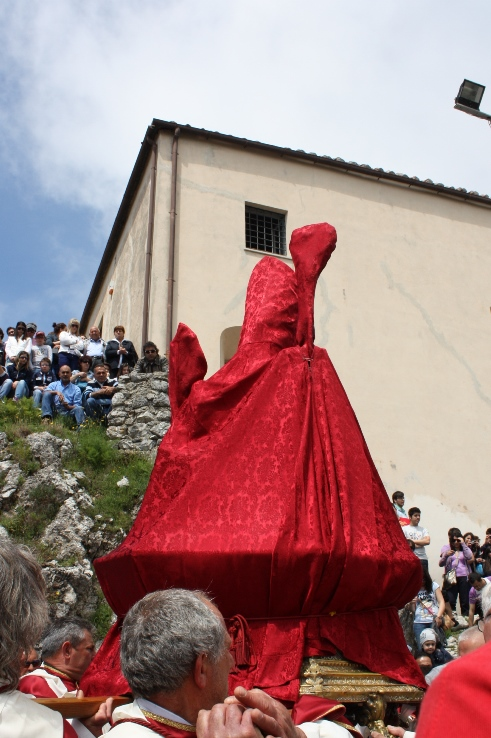
Il panno rosso che copre la statua.

Le disposizioni del 1695 non tennero conto di una problematica legata al diritto canonico. 
Nel XVII secolo, così come per tutto il secolo successivo, Maratea fu amministrata da due municipalità, in quel tempo dette, nel linguaggio curiale, Maratea superiore e Maratea inferiore, e, popolarmente, Castello e Borgo. Allo stesso tempo, i due nuclei abitati costituivano due distinte parrocchie: una con titolare il santuario di San Biagio e l'altra con la chiesa di Santa Maria Maggiore.
Negli atti che ampliarono la festa, anche perché emanati in sede civile, non si indugiò a regolare come i parroci e clero avrebbero potuto esercitare le proprie funzioni ed esigere i propri diritti quando sconfinavano, nelle processioni di discesa al Borgo o risalita al Castello del simulacro del santo, uno nella parrocchia dell'altro. Peraltro, fino a quel tempo, tra le parrocchie di Maratea non erano mai stati stabiliti i precisi confini di influenza, il che era motivo di frizioni giurisdizionali.
Nella seconda metà del XVIII secolo, il parroco di Santa Maria Maggiore, Francescantonio Vita-Diodati (1711-1794), e quello di San Biagio, Domenico Lebotti (1729-1797), esacerbarono lo scontro al punto da rendere necessario il ricorso in sede giudiziaria. Per chiudere la vertenza, un dispaccio della Real Camera di Santa Chiara di Napoli, emanato il 20 gennaio 1781, impose di abolire la processione nei trasferimenti della statua del santo dall'una all'altra parrocchia e così eliminare ogni possibile tensione:
(Luongo, pagg. 96-97.)
La forma non processionale del passaggio della statua da una parrocchia all'altra, da allora, viene resa evidente coprendo il simulacro con un panno di colore rosso. Non sono certe le ragioni della scelta del colore, ma gli storici locali hanno ipotizzato possa essere un richiamo alla natura di martire del santo.
I fedeli di Maratea, in principio, disprezzavano questo stratagemma. Già nel dicembre 1785 fu prodotto il primo ricorso per ripristinare la processione solenne. Ma nel gennaio 1786 la Camera di Santa Chiara rigettò l'istanza e il panno rosso venne confermato. Successivamente, i nuovi parroci, Giuseppe D'Alitto (1766-1832) e Carmine Iannini, composero le vertenze, tracciando anche dei precisi confini tra le parrocchie con un atto sottoscritto il 7 maggio 1819. Iannini, quindi, nel 1833 chiese all'autorità diocesana la rimozione del panno rosso e il ripristino della processione, ma il vescovo di Cassano, Michele Bombini, negò il benestare.
La copertura della statua con il panno, poi, finì per diventare un elemento tradizionale e caratteristico della festa. Una volta scomparsa dalla memoria collettiva la reale ragione, la voce di popolo razionalizzò l'usanza tramandando una leggenda secondo cui la statua si copriva in antico per paura che dei pirati potessero cogliere, dal mare, il luccichio dell'argento sotto i raggi del sole.

### Ufficio e messa della traslazione

Il cardinale Casimiro Gennari, che nel 1900 ottenne la messa propria per la festa.

Sempre a causa della sua nascita in sede civile, la festa, in origine, non vantava di un proprio e particolare ufficio liturgico.
A colmare la lacuna, con decreto del 5 marzo 1738, la Sacra Congregazione dei Riti aveva accordato alla festa di Maratea e a tutta la diocesi di Cassano allo Ionio la celebrazione della messa approvata per la Repubblica di Ragusa, di cui era patrono lo stesso santo.
(Buraglia, pag. 19.)
Poi, per interessamento di Casimiro Gennari, prelato marateota, con provvedimento del 19 settembre 1883 fu deliberato di poter celebrare la messa votiva approvata per il 3 febbraio anche in occasione di questa festa; successivamente, una volta divenuto a capo della Congregazione dei Riti con il titolo di cardinale, lo stesso Gennari finalmente procurò, con decreto del 23 marzo 1900, ufficio e messa propri per la seconda domenica di maggio.

## Tradizioni sacre
Le tradizioni sacre legate alla festa coincidono in larga parte con le processioni del simulacro del santo.

### San Biagio va per la terra

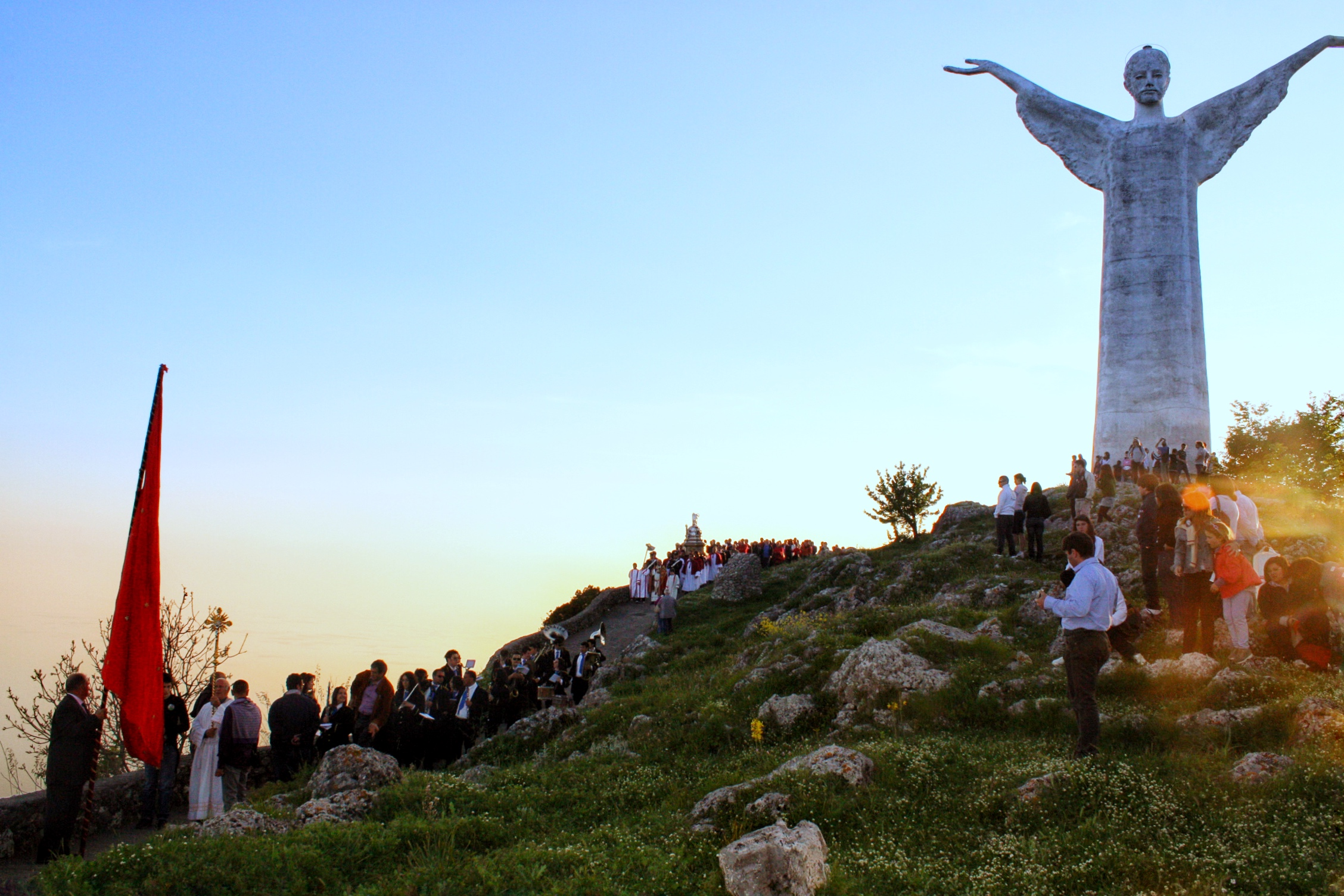
Processione al di sotto della statua del Cristo Redentore durante la festa del 2010.

È la prima processione con il simulacro del santo. Si tiene il sabato che precede la prima domenica di maggio e probabilmente rappresenta l'ultima sopravvivenza della festa antica. 
La statua di San Biagio è portata tra i ruderi dell'antica Maratea detta Castello, in cima al monte San Biagio. Originariamente si teneva al mattino, a partire dalla festa del 1965 la processione si svolge al tramonto, perché, essendo rimasta disabitata l'antica Maratea, si era arrivati al punto di non trovare più portatori per trasportare il simulacro.
Sempre dallo stesso periodo, un momento della processione porta il simulacro di San Biagio sotto la statua del Cristo Redentore, dove avviene la prima benedizione del mare.

### Sante Quarantore
Nelle giornate di lunedì, martedì e mercoledì seguenti alla prima domenica di maggio, il simulacro del santo viene esposto all'adorazione dei fedeli nella basilica.

### San Biagio scende dal Castello

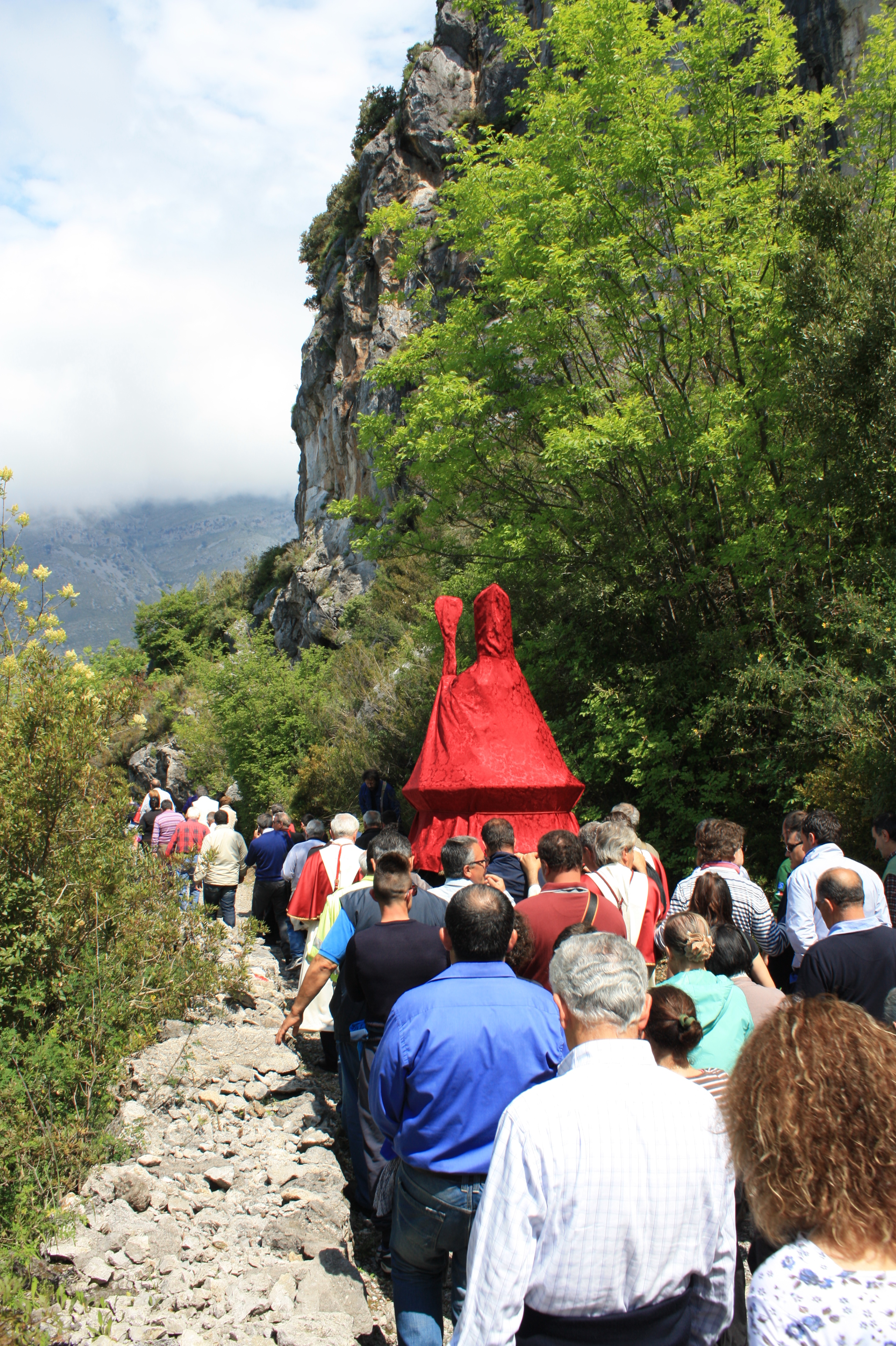
Discesa della statua coperta dal panno rosso nella festa del 2014.

Nonostante l'atto istitutivo parli espressamente della possibilità di effettuarla anche in vista della domenica precedente, nel corso dei secoli si è stabilizzata l'abitudine di solennizzare la seconda parte della festa soltanto successivamente la plenaria.
La processione consiste nel trasferimento del simulacro del santo tra i due nuclei di Maratea, e, contestualmente, dall'una all'altra parrocchia. Lungo il XVIII secolo, fu il momento interessato dai contrasti giurisdizionali tra i parroci. Dal 1695 al 1780 si teneva come processione solenne, in base alle disposizioni del 1781 avviene come trasporto informale della statua, coperta dal panno rosso.
Ha luogo durante la mattinata del giovedì successivo alla prima domenica di maggio. Inizia nella basilica del santo, dove il sindaco protempore di Maratea chiede il permesso, con richiesta scritta, al parroco del santuario di prendere in consegna il simulacro del santo e di restituirlo entro le ore 12:00 della domenica seguente.
Successivamente, la statua viene condotta lungo un sentiero che si snoda sulle pendici del monte San Biagio, in gran parte ricoperto da bosco.

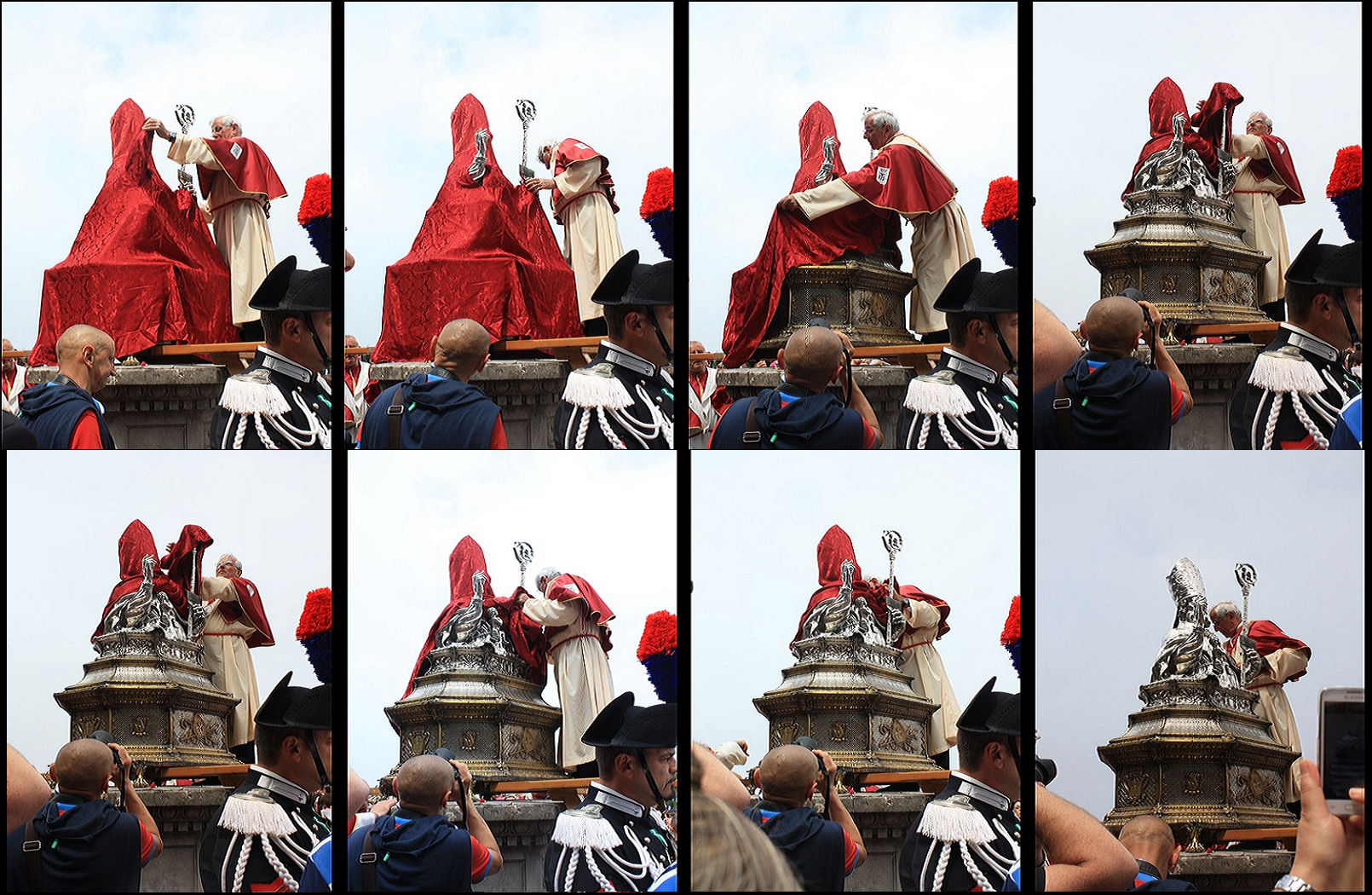
La svestizione della statua nella festa del 2015.

Dal 1781 al 1931, la consegna della statua al sindaco e al parroco di Santa Maria Maggiore avveniva alla metà del percorso, nel luogo detto Muriceddi o Muricelli, dove oggi si celebra la seconda benedizione del mare. A partire dalla festa del 1932, la consegna è stata spostata nei pressi della località Capo Casale, all'ingresso del paese e al termine del sentiero nel bosco.
In questo punto, una sorta di anfiteatro creato da una curva della strada provinciale che collega i due nuclei di Maratea e le frazioni Massa e Brefaro, nell'anno del presunto milleduecentesimo anniversario della traslazione, il cittadino Biagio Vitolo (1887-1974) fece costruire, a proprie spese, un poggio monumentale, così da spettacolarizzare e rendere più solenne il momento della svestizione e consegna.
Una volta spogliata del panno rosso, la statua del santo procede solennemente verso la chiesa madre del paese e lì resta in adorazione dei fedeli fino al venerdì successivo.
Dalla festa del 1989, inoltre, all'atto della svestizione il sindaco protempore consegna alla statua le chiavi della città, rassegnando simbolicamente al santo la massima autorità civile sulla cittadina.

### San Biagio per le vie della città

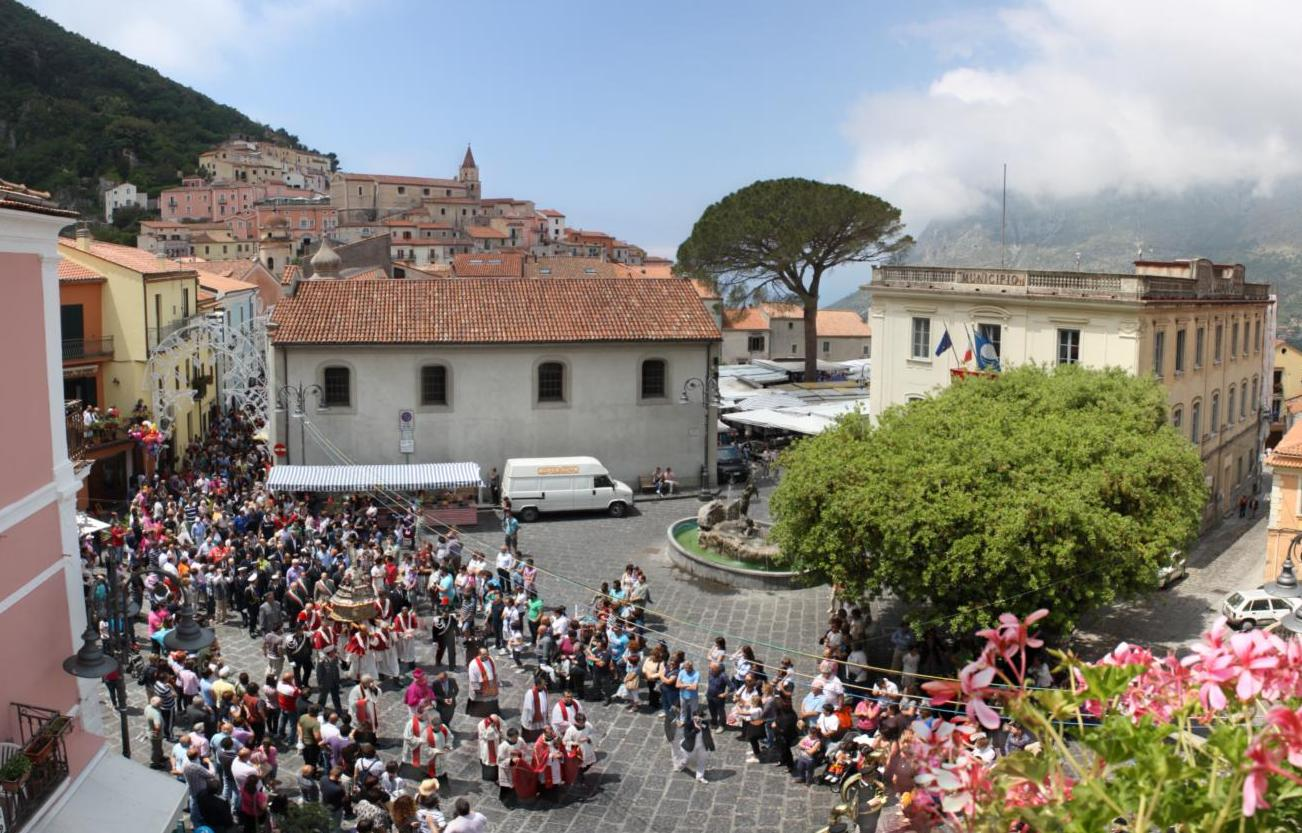
La processione solenne in paese nella festa del 2012.

Nel sabato che precede la seconda domenica di maggio, dopo una messa solenne celebrata nella Chiesa madre di Santa Maria Maggiore, la statua del santo viene portata in processione per le strade e i vicoli dell'attuale centro storico. È questo il momento saliente della festa così come ampliata nelle disposizioni del 1695.
Il simulacro attraversa le strade e i vicoli del paese con i fedeli che sogliono lanciare petali di fiori al suo passaggio. A partire dalla festa del 2003 si è presa abitudine di concludere la processione solenne riponendo la statua non di nuovo nella chiesa madre ma nella chiesa dell'Annunziata, posta nella piazza.

### San Biagio torna al Castello

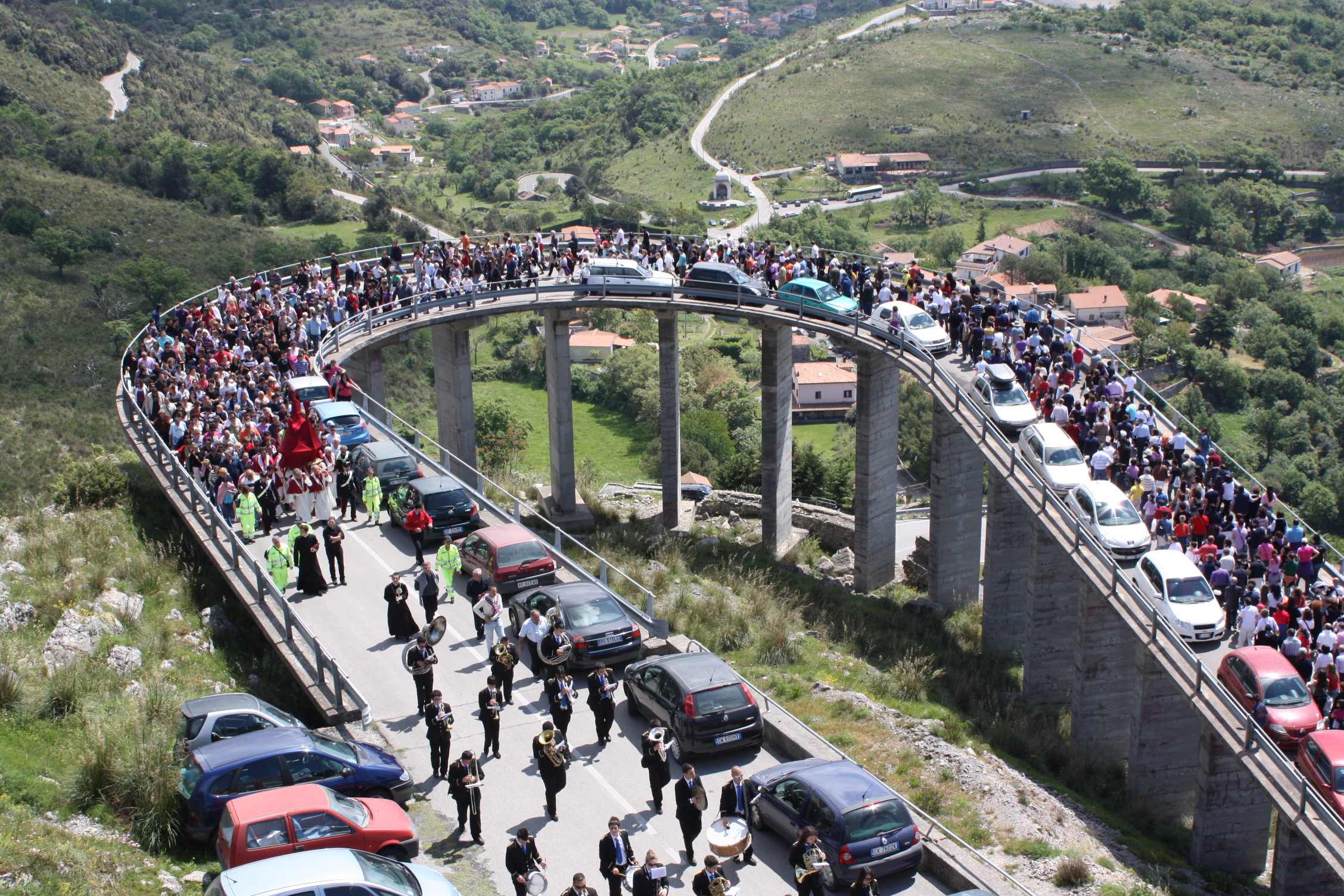
La processione di risalita nella festa del 2010.

La seconda domenica di maggio segna il ritorno della statua del santo nel santuario.
La processione di riconsegna è lo speculare opposto di quella del giovedì precedente. Il simulacro viene riportato lungo l'antico sentiero sul monte per essere riconsegnato al santuario. Anche in questo caso si applicano le disposizioni seguite alla sentenza del 1781, per cui la statua è nuovamente coperta con il panno rosso.
Arrivati alla cima del monte, la statua viene scoperta e ricondotta trionfalmente nel santaurio, dove si celebra una messa solenne. Al termine di questa, i fedeli aspettano il fenomeno della Santa Manna.

## Tradizioni profane
L'abitudine di accompagnare le processioni con spari e fuochi artificiali è testimoniata sin dalla festa del 1728. Alla contabilità della festa del 1795, invece, risale la prima menzione dell'addobbo del paese con luminarie, ma è probabile che la pratica sia precedente.
Continuativamente almeno dalla festa del 1932 esiste l'abitudine di far accompagnare le processioni e gli altri momenti della festa dal concerto di una banda musicale. Più tardi è sopravvenuta l'usanza di chiudere la festa, la seconda domenica di maggio, con un concerto di una band o un singolo cantante.
Almeno dai primi decenni del XIX secolo sono segnalate le cinte votive, cioè una particolare offerta di candele composte come «trionfino [portato] sopra la testa di una Donzella Vergine» durante le processioni.
Altra tradizione è quella del pane di S. Biagio: una panella benedetta su cui viene incisa la figura del santo.

## Celebrazioni e processioni straordinarie

### San Biagio va per il mare
Per celebrare particolari ricorrenze o anniversari, esiste la possibilità di un'ulteriore processione o momento della festa. Il simulacro del santo, imbarcato dal Porto di Maratea, può essere condotto in processione sul mare sino all'isola di Santo Janni nel mattino del primo giorno della festa.
Questa particolare processione è sinora avvenuta:
- sabato 5 maggio 1979: consegna e presentazione del nuovo simulacro;
- sabato 1º maggio 1982: presunto 1250º anniversario della traslazione;
- sabato 2 maggio 2009: quarantesimo anniversario del rifacimento della statua.

### San Biagio va per le frazioni

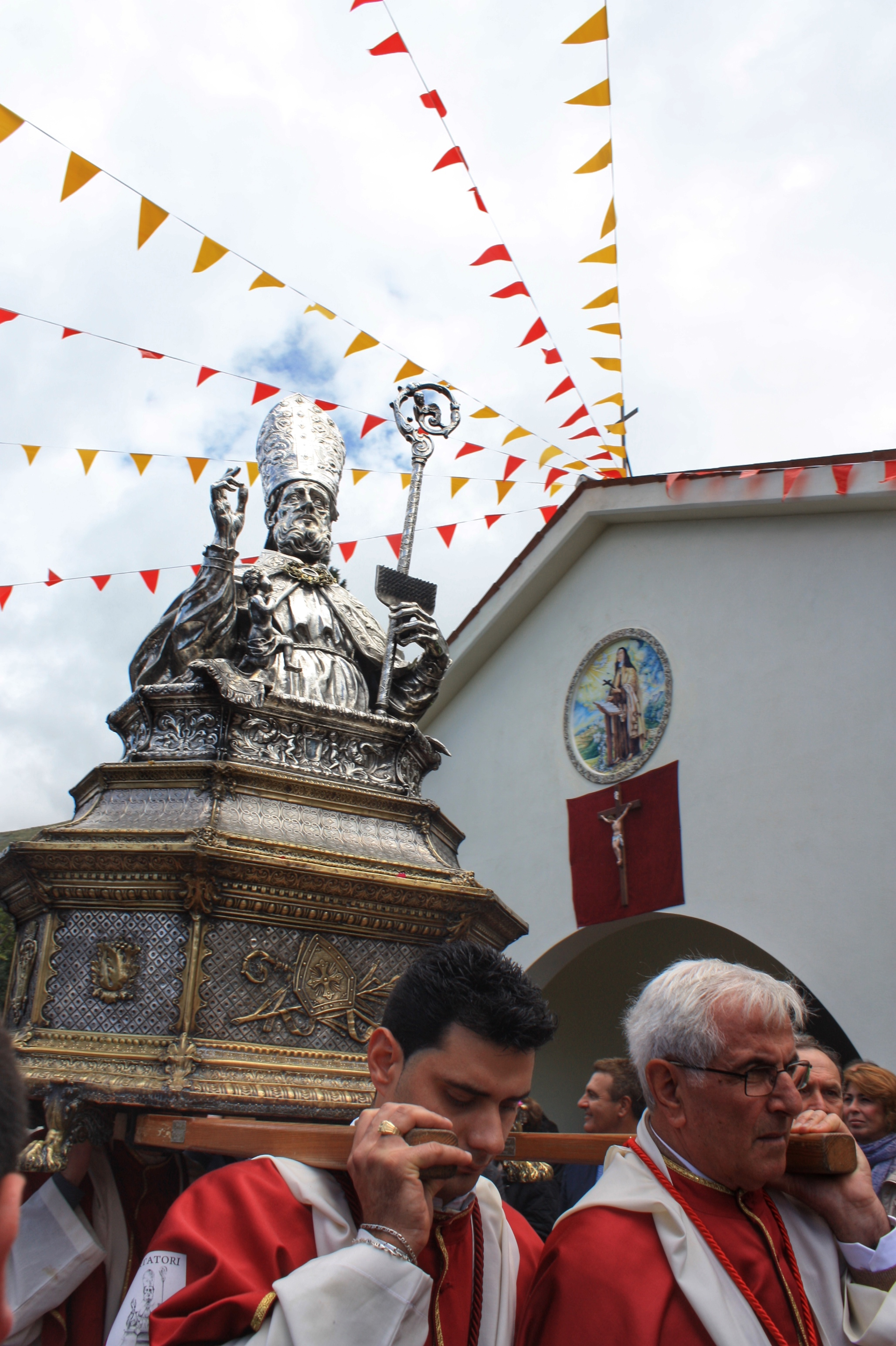
Processione del 2014 a Marina di Maratea.

Tra il 2010 e il 2016 la festa è iniziata con delle processioni nelle frazioni del comune di Maratea:
- il 1º maggio 2010 a Brefaro;
- il 30 aprile 2011 a Castrocucco;
- il 5 maggio 2012 ad Acquafredda:
- il 4 maggio 2013 a Massa;
- il 3 maggio 2014 a Marina di Maratea;
- il 2 maggio 2015 a Cersuta;
- il 30 aprile 2016 a Fiumicello-Santavenere.

### Celebrazioni al di là di maggio
In base ai capitoli di consegna della statua in argento, stipulati nel 1700, i cittadini di Maratea, con in testa il sindaco protempore, hanno facoltà di richiedere la statua al rettore del santuario per altre celebrazioni in qualunque periodo dell'anno.
Le più antiche tra queste celebrazioni straordinarie sono documentate nel dicembre 1745 e nell'ottobre 1757. Ultima, quella dell'aprile del 1948 in occasione delle prime elezioni politiche della Repubblica Italiana.

## Il calcolo della data
La festa di maggio a Maratea è una festa mobile, indicata iniziare dal sabato precedente alla prima domenica di maggio. Ciò significa che la festa non comincia il primo sabato del mese, ma, in caso il 1º maggio cada di domenica, può avere inizio anche il giorno 30 aprile. Ciò è avvenuto, negli ultimi anni, nelle edizioni del 2011, 2016 e 2022.